# Grenacheria nebulosa
Grenacheria nebulosa är en viveväxtart som beskrevs av Philipson. Grenacheria nebulosa ingår i släktet Grenacheria och familjen viveväxter. Inga underarter finns listade i Catalogue of Life.